# Ashmeadiella vandykiella
Ashmeadiella vandykiella är en biart som beskrevs av Michener 1949. Ashmeadiella vandykiella ingår i släktet Ashmeadiella och familjen buksamlarbin. Inga underarter finns listade i Catalogue of Life.